# Brunej (rijeka)
Brunej je rijeka na otoku Borneo u Jugoistočnoj Aziji, koja teče kroz Sultanat Brunej.

## Zemljopisne karakteristike
Brunej nastaje spojem rijeka Sungai Kayal i Sungai Limau Manis.  
Brunej ima porječje veliko oko 765 km², koje se svo nalazi unutar Bruneja.